# Nicholas Pryor
Nicholas David Probst, conocido como Nicholas Pryor (Baltimore, Maryland, 28 de enero de 1935-Wilmington, Carolina del Norte, 7 de octubre de 2024) fue un actor estadounidense. Apareció en numerosas producciones cinematográficas, televisivas y teatrales. 

## Biografía
Fue hijo de Dorothy (neé Driskill) y J. Stanley Probst, un farmacéutico. Estuvo casado con la también actriz Christine Belford desde 1993, hasta su muerte.

## Filmografía
| Año  | Título                                | Personaje                          | Observaciones                                     |
| ---- | ------------------------------------- | ---------------------------------- | ------------------------------------------------- |
| 1970 | The Way We Live Now                   | Lionel Aldridge                    |                                                   |
| 1974 | Man on a Swing                        | Paul Kearney                       |                                                   |
| 1975 | The Happy Hooker                      | Carl Gordon                        |                                                   |
| 1975 | Smile                                 | Andy                               |                                                   |
| 1976 | The Gumball Rally                     | Prof. Samuel Graves - Equipo Cobra |                                                   |
| 1977 | Washington: Behind Closed Doors       | Hank Ferris                        |                                                   |
| 1978 | Damien: Omen II                       | Charles Warren                     |                                                   |
| 1978 | Rainbow                               | Bill Gilmore                       | película para televisión                          |
| 1979 | The Fish That Saved Pittsburgh        | George Brockington                 |                                                   |
| 1980 | Airplane!                             | Mr. Jim Hammen                     |                                                   |
| 1981 | Splendor in the Grass                 | Dr. Judd                           | película para televisión                          |
| 1983 | Risky Business                        | Mr. Goodsen                        |                                                   |
| 1984 | La familia Ingalls                    | ROYAL WILDER                       | 9na temporada LOS TIEMPOS CAMBIAN 1RA Y 2DA PARTE |
| 1985 | The Falcon and the Snowman            | Eddie                              |                                                   |
| 1986 | On Dangerous Ground                   | John Pilgrim                       |                                                   |
| 1986 | Murder in Three Acts                  | Freddie Dayton                     | película para televisión                          |
| 1987 | Morgan Stewart's Coming Home          | Tom Stewart                        |                                                   |
| 1987 | Less Than Zero                        | Benjamin Wells                     |                                                   |
| 1988 | A Stoning in Fulham County            | Baxter                             | película para televisión                          |
| 1990 | Brain Dead                            | Ramsen / Ed Conklin                |                                                   |
| 1990 | Pacific Heights                       | Recepcionista                      |                                                   |
| 1992 | Hoffa                                 | Abogado de Hoffa                   |                                                   |
| 1993 | Sliver                                | Peter Farrell                      |                                                   |
| 1994 | Hail Caesar                           | Bidwell                            |                                                   |
| 1996 | Executive Decision                    | Secretario de Estado Jack Douglas  |                                                   |
| 1996 | The Chamber                           | Juez Flynn F. Slattery             |                                                   |
| 1997 | Murder at 1600                        | Paul Moran                         |                                                   |
| 1999 | Molly                                 | Dr. Prentice                       |                                                   |
| 1999 | The Bachelor                          | Dale Arden                         |                                                   |
| 2002 | Collateral Damage                     | Senador Delich                     |                                                   |
| 2007 | The List                              | Harold Smithfield                  |                                                   |
| 2008 | The Four Children of Tander Welch     | Tander Welch                       |                                                   |
| 2014 | A Short History of Decay              | El hombre de blanco                |                                                   |
| 2015 | The Hunger Games: Mockingjay - Part 1 | Paciente varón                     |                                                   |
| 2016 | Buster's Mal Heart                    | Mr. Bowery                         |                                                   |
| 2019 | Doctor Sueño                          | Paciente                           |                                                   |